# Flugzeugabsturz am 27. Juli 1934 bei Tuttlingen
Beim Flugzeugabsturz am 27. Juli 1934 bei Tuttlingen stürzte eine Curtiss AT-32C Condor II der Swissair ab, wobei alle zwölf Insassen ums Leben kamen. Es war der erste tödliche Flugunfall der Swissair und zudem einer der ersten Abstürze einer Passagiermaschine in Europa (vgl. Liste von Luftfahrt-Zwischenfällen bis 1949).

## Flugzeug und Besatzung
Bei der Curtiss AT-32C Condor II (Werknummer 53) mit dem anfänglichen Luftfahrzeugkennzeichen CH-170, später HB-LAP, handelte es sich um eine Spezialanfertigung für die Swissair. Das Flugzeug wurde durch zwei hochaufgeladene Wright Cyclone SCR-1820-F3 Motoren mit je 720 PS angetrieben. Die Motoren besaßen eine variable Propellerblattverstellung. Die Kabine war schalldämmend verkleidet und mit verstellbaren Luftdüsen für die Frischluftversorgung der Passagiere ausgestattet. Das Hauptfahrwerk war elektrisch-hydraulisch einziehbar. Die Motoren hatten eine NACA-Haube und waren zur Verstärkung mit jeweils einer zweistrebigen Motorgabel aus Stahl mit dem oberen Rumpf verbunden.
Das Flugzeug konnte 15 Passagiere aufnehmen und wurde am 28. März 1934 der Swissair übergeben. Die Flugzeugbesatzung bestand aus dem Piloten Armin Mühlematter, dem Bordmechaniker und Funker Hans Daschinger und der Flugbegleiterin Nelly Hedwig Diener, auch bekannt als „Engel der Lüfte“.

## Unfallverlauf
Das Flugzeug war in Zürich mit Ziel Berlin gestartet, mit geplanten Zwischenstopps in Böblingen auf dem Landesflughafen Stuttgart-Böblingen und Leipzig. Die Curtiss flog laut der letzten Höhenangabe im Bordbuch in ca. 2000 Metern Höhe bezogen auf Meereshöhe (MSL), als gegen 9:50 Uhr mit einem lauten Knall der rechte Motor und die rechte untere Tragfläche abbrachen und das Flugzeug in einem steilen Sturzflug in einen Wald auf dem Rußberg etwa vier Kilometer nördlich von Tuttlingen (auf die Gemarkung der Gemeinde Wurmlingen) stürzte. Niemand der 12 Personen an Bord überlebte. Es gab keinen größeren Brand und die Zelle konnte zur Bergung der Toten angehoben bzw. gedreht werden.
Der rechte Motor und Teile der rechten Außentragfläche wurden ca. 50 m vom Rumpf entfernt gefunden. Die rechte obere Tragfläche sowie einige Verspannungsdrähte hatten sich ebenfalls vom Flugzeug gelöst und lagen etwa 800 m vom Rumpf entfernt im Wald.

## Untersuchung

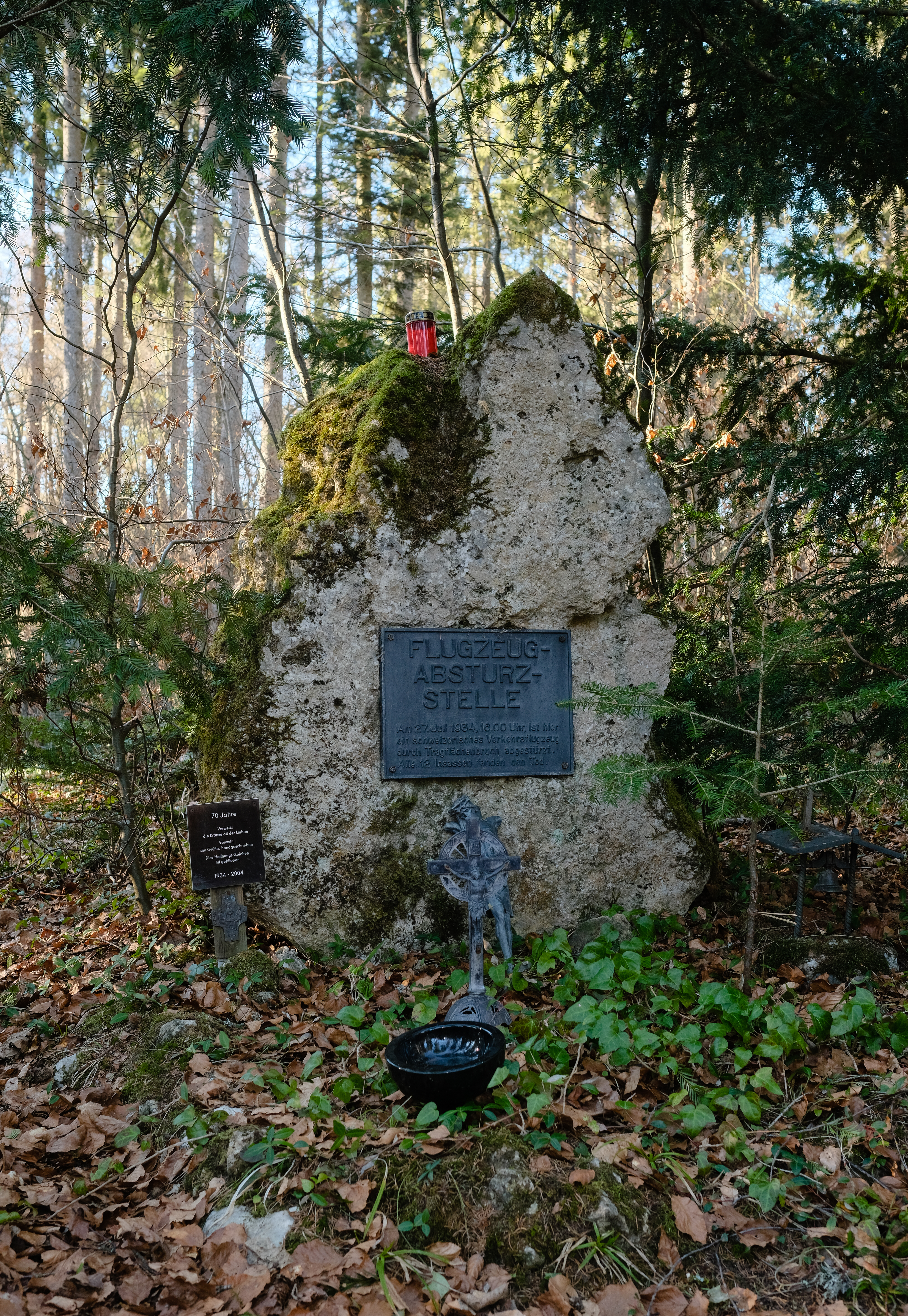
Gedenkstätte an der Absturzstelle

Bei der Untersuchung der Trümmer wurde festgestellt, dass das Abbrechen der Tragfläche auf Frakturen in der Motoraufhängung und Flügelstruktur zurückzuführen sei. Die Vertreter des eidgenössischen Luftamtes vermuteten daher einen selbständigen Ausbau des Motors, wie er bei stärkeren Motoren schon verschiedentlich vorgekommen sei. Die deutsche Untersuchungskommission aus Vertretern des Luftamtes Stuttgart und der Deutschen Versuchsanstalt für Luftfahrt (DVL) in Berlin-Adlershof schlussfolgerte, dass die ersten Frakturen durch mangelhafte Verschweißungen der Anschlusslaschen (Ankerpunkte der Drahtverspannung) und durch die Vibrationen des Motors entstanden. Eine solche Anschlusslasche wies als Folge von Materialermüdung zur Hälfte einen Dauerbruch auf. Diese These ist jedoch umstritten. Eine genauere Unfalluntersuchung an der Maschine erfolgte nicht. An der Absturzstelle befindet sich ein Gedenkstein.